# Omar Moreno Palacios
Omar Moreno Palacios (Chascomús, 5 de septiembre de 1938-Buenos Aires, 17 de febrero de 2021) fue un cantautor folclórico, guitarrista y gaucho argentino.

## Biografía
Fue el penúltimo hijo de Julia Josefa Palacios y Pedro Ponciano Moreno. Tuvo seis hermanas, y un hermano mayor, que fue quien lo inició en la guitarra y en los asuntos del campo. Por herencia de fogones aprendió a cantar y contar cosas con historia.
Su bisabuelo materno, Ceferino Palacios (1860-1920), maragato de San José de Mayo, en Uruguay fue tropero, cantor y guitarrero. Su bisabuelo paterno, su abuelo paterno y su padre, de apellido Moreno, también eran uruguayos, de la villa de Colonia de Sacramento (Uruguay).
Con apenas 8 años, Omar Moreno Palacios debutó como alumno de Mario Pardo en el teatro Manuel J. Cobo, en la ciudad de Lezama (provincia de Buenos Aires).
A los 12 años se presentó también como guitarrista en la ciudad de Ayacucho (provincia de Buenos Aires).
A los 18 años se fue a vivir a la ciudad de Montevideo, Uruguay, donde en noviembre de 1956 inició su carrera como profesional.
En 1957 debutó en Radio Carve de Montevideo, junto a Charlo y Sabina Olmos.
Presentó un ciclo con Panchito Maquiería y Enrique Cardozo en Radio El Espectador (de Montevideo), donde el joven locutor que conducía, de apenas 21 años, se convertiría en uno de los más grandes cantores del Río de la Plata: Alfredo Zitarrosa (1936-1989).
Más adelante se hicieron famosas sus «mateadas» en el local El Palo Borracho (en Buenos Aires).
Entre 1962 actuó en Buenos Aires en La Cacharpaya (de Mariela Reyes), primer teatro de proyección folclórica. Más adelante se hacen famosas sus «mateadas» en El Palo Borracho (de Juncal y Callao) y sus actuaciones en El Hormiguero, La Salamanca, El Poncho Verde ―con el Grupo Vocal Argentino, Raúl Barboza, Amelita Baltar y Los Chalchaleros. Actuó en Confederados con los Hermanos Ábalos y en el Teatro Alvear con Julia Elena Dávalos.
Bajo la leyenda de Cantos y cuentos con historia ―metáfora de su repertorio musical― recorrió los diversos escenarios del país donde fue apreciado por su aporte original y su innovador estilo guitarrístico. En 1972 compartió el escenario durante una temporada en Villa Gesell, con Marián Farías Gómez y Caíto llevando a cabo el ciclo De la raíz a la flor.
En el Teatro París de la ciudad de Necochea (provincia de Buenos Aires), trabajó como actor ―bajo la dirección de Tito Lagos― en la obra Joven, viuda y estanciera, de Claudio Martínez Paiva.
Fue uno de los más importantes intérpretes de música surera, junto con José Larralde (Memoria para un hijo gaucho), Argentino Luna (Mire qué lindo es mi país, paisano) y Alberto Merlo (La Vuelta de Obligado).
Actuó en diversos espectáculos con Antonio Tarragó Ros, Los Cantores de Quilla Huasi, El Chúcaro y Norma Viola, Los Trovadores, Las Voces Blancas, Los Chalchaleros, el Trío Laurel y otros destacados intérpretes que continúan hasta la actualidad.

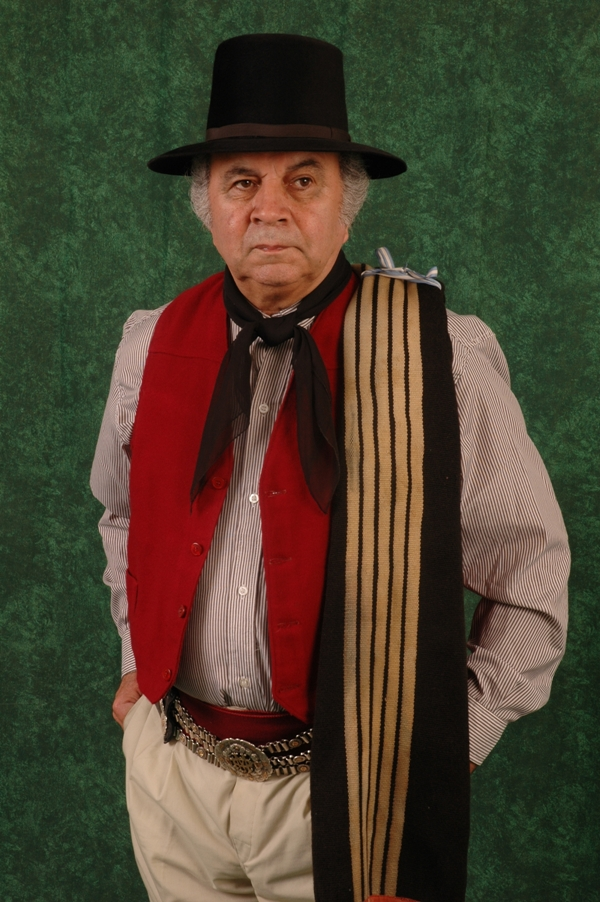
Omar Moreno Palacios en Buenos Aires en agosto de 2015, en el marco del ciclo La Música Interior, del Ministerio de Cultura de la Nación Argentina.

Abrevó en ritmos bonaerenses, como cifras, corraleras, estilos, gatos, huellas, mazurcas, milongas, polcas, rancheras, triunfos y valses.
Desde 1971 fue criador de caballos criollos.
Su canción Sencillito y de alpargatas es considerada el «himno de la provincia de Buenos Aires». Fue interpretada en un festival de jazz en Ámsterdam (Países Bajos), con ritmo de jazz.
Su vasta producción de temas ha sido grabada por una gran cantidad de intérpretes en Argentina y en el exterior. Tiene en su haber numerosas grabaciones y ha realizado conciertos en varios países de Europa.
En televisión fue protagonista ―como actor y guitarrero― de los programas de Luis Landriscina en Canal 13 (Buenos Aires).

Cuando lo escuchaba, en el exilio, yo sentía que regresaba a mi patria. En la lejana Europa, Omar Moreno Palacios nos congregaba a los argentinos nostalgiosos. Cada vez que teníamos sed de pampa y de nuestra tierra. ¡Ah, las veces que hemos reído y llorado escuchando sus canciones y sus relatos lejos de la patria!
Horacio Guaraný

En 1996, 1997 y 1998 se presentó en diversos salones en París, Francia, con un marcado reconocimiento del público.
En los años 1999 y 2000 fue convocado a participar en el ciclo Guitarras del Mundo, donde compartió escenario con distinguidos intérpretes de este instrumento, a nivel internacional.
Creó y condujo el programa La posta de Omar Moreno Palacios que emitía Radio Excelsior. Después creó y condujo el programa De la raíz a la flor, en Radio El Sol que presentaba en vivo a grandes figuras del folclore como Chango Farías Gómez, Hugo Varela, el trío Laurel y La Chacarerata Santiagueña, entre otros.
Sus obras más conocidas son
La paloma indiana,
Huella sin huella,
Provincia de Buenos Aires,
Te dije la verdad,
Lo que es lindo,
Buen rumbo,
Museo de barro y
Trovador surero.
En agosto del 2003 fue convocado para realizar una gira por ciudades de Países Bajos y Bélgica. En Rhythmic Music (RMC), en la ciudad de Copenhague (Dinamarca), dio cátedra sobre el género musical argentino surero a jóvenes estudiantes que representaron varias de sus obras.
En 2004, recibió el gran premio del Fondo Nacional de las Artes, y en 2005 la Confederación Gaucha Argentina lo nombró «Leyenda Surera». Ese año (2005) fue nominado al premio Figura del Folclore por Clarín Espectáculos.
Durante muchos años tuvo un programa de radio llamado La matera de Omar Moreno Palacios por AM 1270 Provincia (en la ciudad de La Plata).
Desde 2008 es miembro del jurado del Pre-Cosquín.

[El Festival de Cosquín es] Todo es muy para arriba, al mango, fuerte y con mucho «¡A ver esas palmas!». Pero tengo confianza en lograr ser escuchado. El público responde un poco a aquello que le piden. Si le piden palmas hace palmas, pero si le apuntás al hombre interior y te ponen el oído que necesitás, podés llegar hasta el alma. El jueves en Cosquín habrá diez mil personas en la plaza y no sé que va a suceder. Tengo confianza. Pero sé que si me los pasan de a 400 en un teatro habría más atención, sé que parecería una iglesia. El público sabe escuchar.
Omar Moreno Palacios

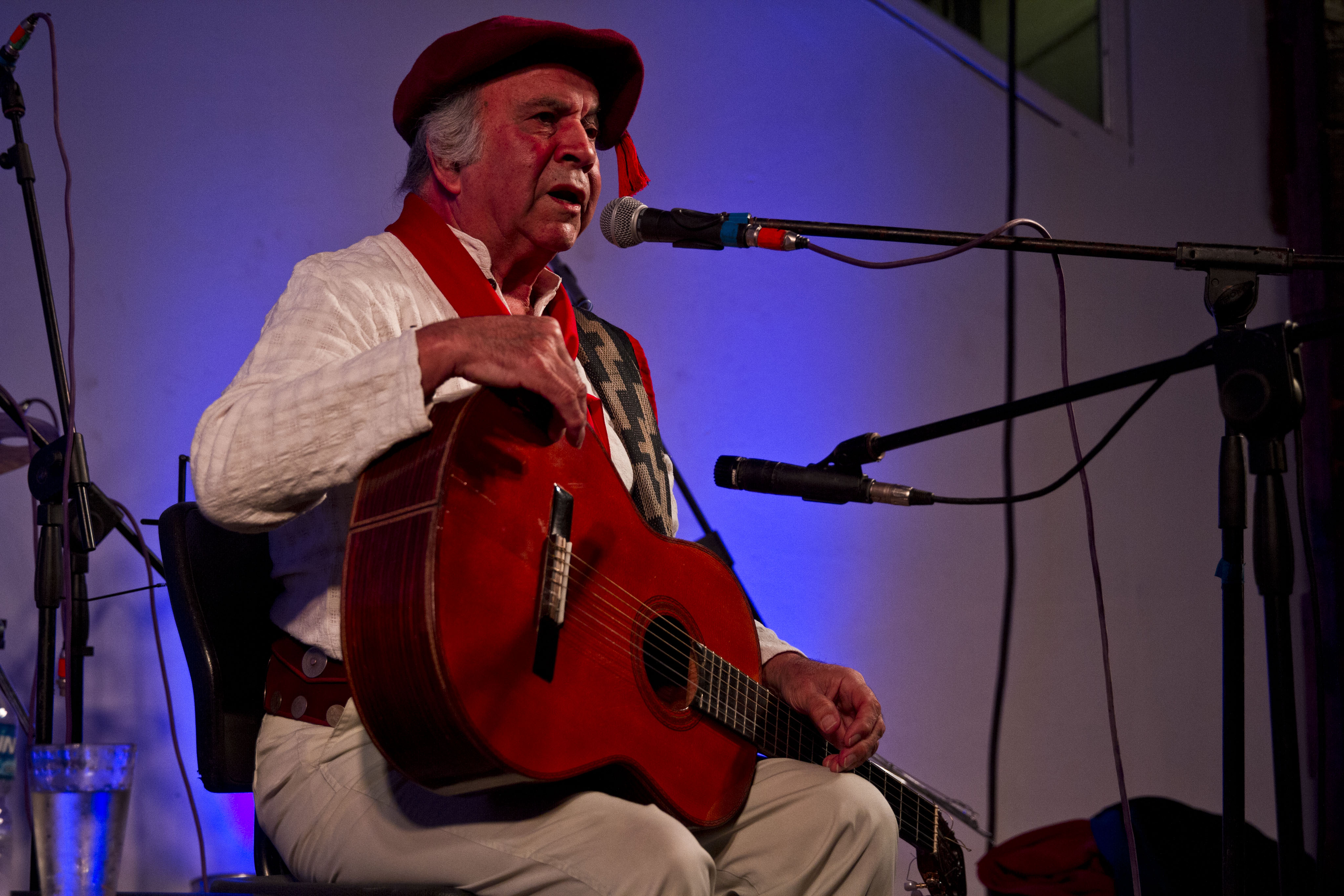
Omar Moreno Palacios en un recital en Huella Argentina (ciudad de La Rioja), en febrero de 2015. Fotografía de Mauro Rico (del Ministerio de Cultura de la Nación).

En 2010 grabó la obra completa del Martín Fierro, de José Hernández, editado por la Cancillería Argentina en el marco del Bicentenario Argentino, en dicha obra reunió gente de campo para interpretar los personajes del Martín Fierro.
El trabajo consta de cinco CD y un DVD y lo presentó en Radio Nacional en noviembre de 2010, conmemorando el Día de la Tradición.
En 2010 fue premiado en Italia con el Gran Premio Dionisio a la Música (en Riomaggiore) y el premio Cantaris (en Sicilia), en el mes de junio de 2010.
En 2017 conduce un programa en Radio Nacional: La posta de Omar Moreno Palacios (que se transmite los domingos de 6:00 a 7:00 en AM y de 22:00 a 24:00 en FM.
Se casó en 1975 y se divorció en 2007. Vivió en la ciudad de Temperley, partido de Lomas de Zamora. Fue padre de cuatro mujeres, todas cantantes y guitarristas folklóricas, que tienen un grupo llamado Tierra Morena.

## Premios
- 2004: Fondo Nacional de las Artes[9]
- 2005: Premio Clarín Espectáculos
- 2007: Santos Vega de Plata
- 2007, diciembre: declarado Ciudadano Ilustre de la Provincia de Buenos Aires, por la Cámara de Diputados
- 2010: Premio Dioniso per la Música 2010, del Parco Nazionale delle Cinqüe Terre, de la UNESCO (Italia).[11]